# Grand Prix ISU juniores in Sudafrica
Il Grand Prix ISU juniores in Sudafrica è una competizione internazionale di pattinaggio di figura. Si tiene in autunno e fa parte del circuito Grand Prix ISU juniores di pattinaggio di figura. Le medaglie sono assegnate nelle discipline del singolo maschile, singolo femminile e danza su ghiaccio.

## Vincitori

### Singolo maschile
| Anno | Luogo          | Oro              | Argento     | Bronzo       |
| 2008 | Città del Capo | Richard Dornbush | Ivan Bariev | Elladj Baldé |

### Singolo femminile
| Anno | Luogo          | Oro          | Argento       | Bronzo       |
| 2008 | Città del Capo | Alexe Gilles | Diane Szmiett | Amanda Dobbs |

### Danza su ghiaccio
| Anno | Luogo          | Oro                               | Argento                        | Bronzo                          |
| 2008 | Città del Capo | Madison Hubbell / Keiffer Hubbell | Piper Gilles / Zachary Donohue | Ksenia Monko / Kirill Khaliavin |